# Kid Albums
Kid Albums (ранее известный как Top Kid Audio) — еженедельный музыкальный хит-парад альбомов, публикуемый журналом Billboard, отражающий самые популярные музыкальные альбомы для детей в США. Первый хит-парад вышел 9 сентября 1995 года. Чарт состоит из 15 мест. Позиции определяются на основе статистических данных о продажах музыкальных релизов.
Kid Albums включают в себя альбомы, созданные для детской и подростковой аудитории. Музыкальные жанры могут включать в себя детские песни, например колыбельные а также тин-поп.
Первым альбомом, возглавившим Top Kid Audio был сборник от Walt Disney Records Classic Disney, Vol. 1.